# Die Kinder von Golzow

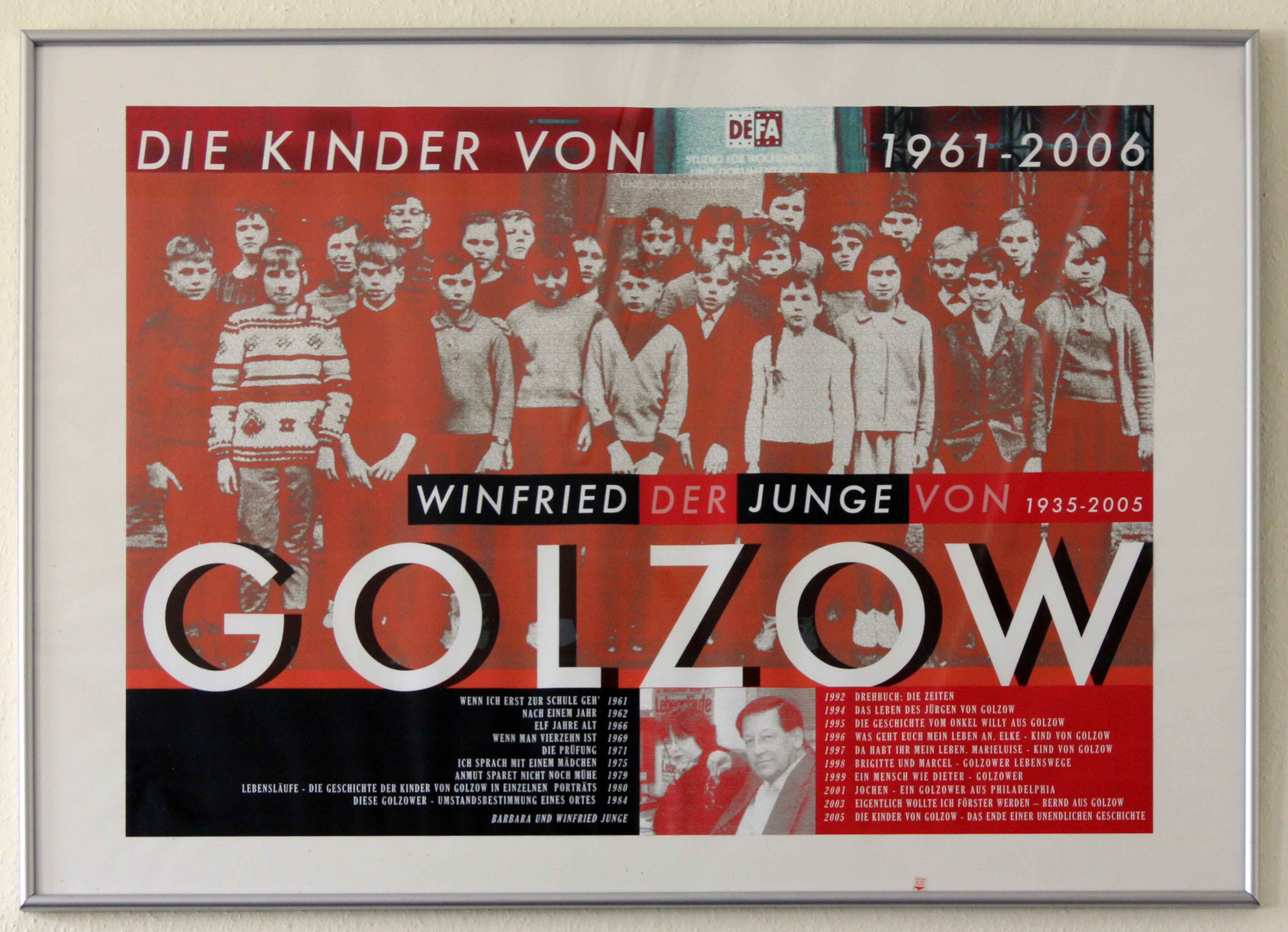
Filmplakat in der Ausstellung in Golzow

Die Kinder von Golzow ist eine filmische Langzeitdokumentation über die Schüler einer Schulklasse aus dem brandenburgischen Golzow im Oderbruch.

## Beschreibung

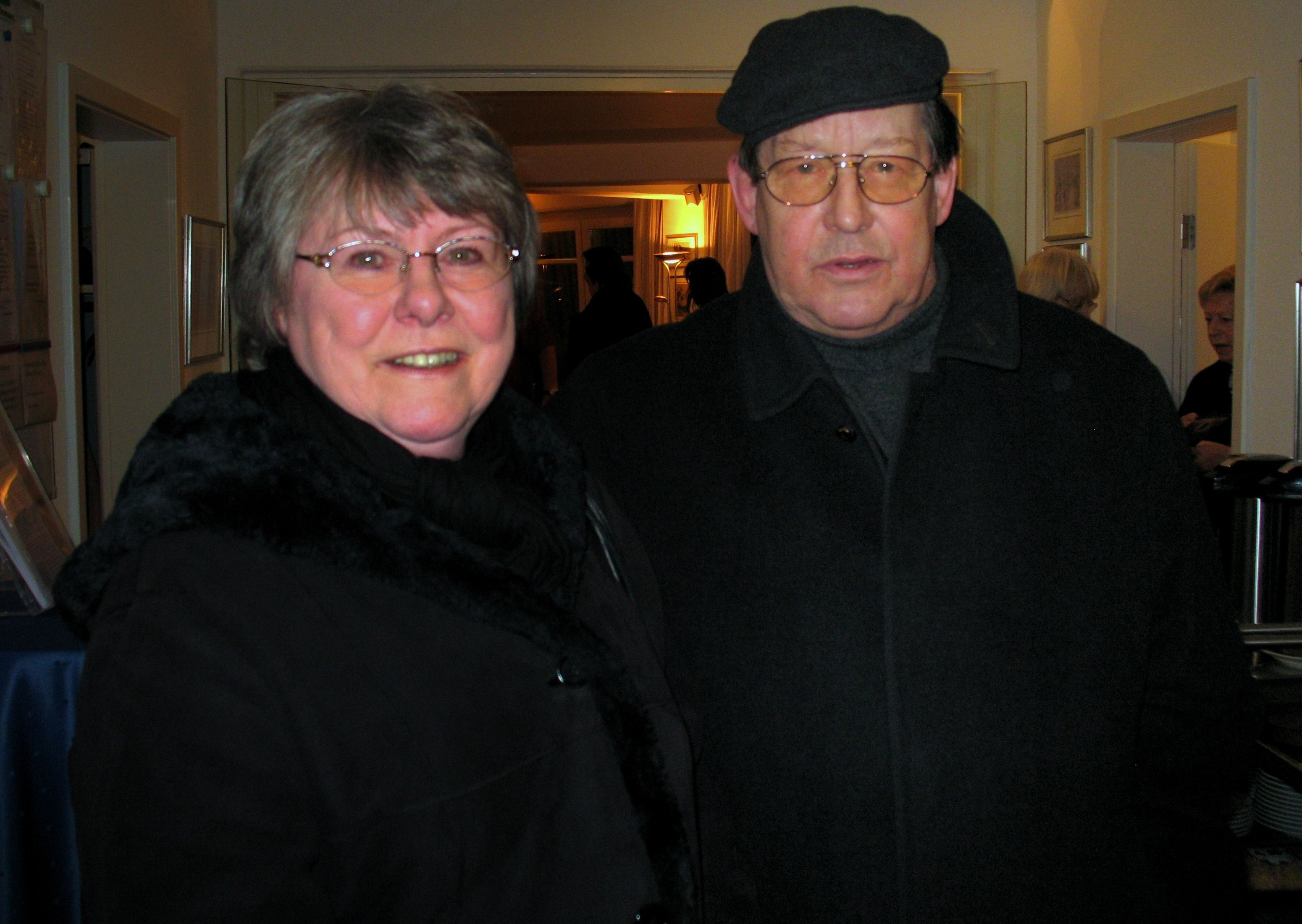
Barbara und Winfried Junge (2010)

In 20 Filmen begleiteten Barbara Junge und Winfried Junge von 1961 bis 2007 die Lebenswege von 18 Menschen der Jahrgänge 1953 bis 1955. Dabei entstanden mehr als 70 Kilometer und rund 45 Stunden Filmmaterial. Die damit längste Dokumentation der Filmgeschichte endete mit den beiden Teilen Und wenn sie nicht gestorben sind … und … dann leben sie noch heute.
Die Filme beleuchten nicht nur die individuellen Lebensgeschichten der Protagonisten, sondern geben auch einen tiefen Einblick in die Geschichte der DDR und ihrer Vereinigung mit der Bundesrepublik Deutschland sowie in die Ästhetik und den Anspruch des DEFA-Dokumentarfilms.
Die Idee zu diesem Projekt stammt von Karl Gass. 1985 ging die Folge Lebensläufe in das „GUINNESS Film, Fact & Feats“ als Film mit der längsten Produktionsdauer der Filmgeschichte ein. Nach dem Ende der DDR und damit auch der DEFA führte Winfried Junge das Golzow-Projekt in Co-Produktion mit Sendern der ARD, vor allem dem RBB, weiter; die „a jour Film- und Fernsehproduktions GmbH“ ist seitdem Produzent seiner Filme, der Progress Film-Verleih wertet Die Kinder von Golzow im Kino und auf Festivals aus.
Die Grundschule von Golzow wurde im Juli 2008 in Anlehnung an die dort gestartete Fernsehproduktion in Grundschule Kinder von Golzow umbenannt.
Das Kollektiv der Filmdokumentation erhielt 1981 den Nationalpreis der DDR III. Klasse für Kunst und Literatur.
2017 startete mit Die neuen Kinder von Golzow der Versuch einer Fortsetzung, initiiert von der aus Süddeutschland stammenden Regisseurin Simone Gaul.

## Erschienene Filme
- 1961: Wenn ich erst zur Schule geh (13 min, s/w)
- 1962: Nach einem Jahr – Beobachtungen in einer ersten Klasse (14 min, s/w)
- 1966: Elf Jahre alt (29 min, s/w)
- 1969: Wenn man vierzehn ist (36 min, s/w)
- 1971: Die Prüfung (19 min, s/w)
- 1975: Ich sprach mit einem Mädchen (30 min, s/w)
- 1979: Anmut sparet nicht noch Mühe[4] (107 min)
- 1980: Lebensläufe – Die Geschichte der Kinder von Golzow in einzelnen Porträts (257 min)
- 1984: Diese Golzower – Umstandsbestimmung eines Ortes (100 min)
- 1992: Drehbuch: Die Zeiten; Drei Jahrzehnte mit den Kindern von Golzow und der DEFA (284 min, 3 Teile)
- 1994: Das Leben des Jürgen von Golzow (192 min)
- 1995: Die Geschichte vom Onkel Willy aus Golzow (145 min)
- 1997: Was geht euch mein Leben an – Elke, Kind von Golzow (125 min)
- 1997: Da habt ihr mein Leben – Marieluise, Kind von Golzow (141 min)
- 1998: Brigitte und Marcel – Golzower Lebenswege (110 min)
- 2000: Ein Mensch wie Dieter – Golzower (122 min)
- 2002: Jochen – ein Golzower aus Philadelphia (119 min)
- 2002: Eigentlich wollte ich Förster werden – Bernd aus Golzow (142 min)
- 2006: Und wenn sie nicht gestorben sind … – Das Ende der unendlichen Geschichte (278 min, 2 Teile)
- 2007: … dann leben sie noch heute – Das Ende der unendlichen Geschichte (290 min, 2 Teile)